# Comuna Birkî, Liubeșiv
Birkî (în ucraineană Бірки) este o comună în raionul Liubeșiv, regiunea Volînia, Ucraina, formată din satele Birkî (reședința) și Vîtule.

## Demografie
Componența lingvistică a satului Birkî
     Ucraineană (99,9%)
     Alte limbi (0,1%)
Conform recensământului din 2001, majoritatea populației satului Birkî era vorbitoare de ucraineană (99,9%), existând în minoritate și vorbitori de alte limbi.